# Lloyd Glasspool
Lloyd Glasspool (19 de noviembre de 1993) es un tenista británico.
Glasspool alcanzó el puesto 62° en el ranking ATP de dobles el 14 de febrero de 2022; mientras que en individuales llegó al puesto 282° el 25 de julio de 2016.

## Torneos de Grand Slam

### Dobles

#### Títulos (1)
| Año  | Campeonato | Pareja      | Oponentes en la final    | Resultado en final |
| 2025 | Wimbledon  | Julian Cash | Rinky Hijikata David Pel | 6-2, 7-6(3)        |

## Títulos ATP (11; 0+11)

### Dobles (11)
| Leyenda                         |
| Grand Slam (1)                  |
| ATP World Tour Finals (0)       |
| ATP World Tour Masters 1000 (1) |
| ATP World Tour 500 (4)          |
| ATP World Tour 250 (5)          |

| N.º | Fecha                 | Torneo       | Superficie    | Pareja            | Oponentes en la final          | Resultado            |
| --- | --------------------- | ------------ | ------------- | ----------------- | ------------------------------ | -------------------- |
| 1.  | 14 de marzo de 2021   | Marsella     | Dura (i)      | Harri Heliövaara  | Sander Arends David Pel        | 7-5, 7-6(4)          |
| 2.  | 24 de julio de 2022   | Hamburgo     | Tierra batida | Harri Heliövaara  | Rohan Bopanna Matwé Middelkoop | 6-2, 6-4             |
| 3.  | 8 de enero de 2023    | Adelaida I   | Dura          | Harri Heliövaara  | Jamie Murray Michael Venus     | 6-3, 7-6(3)          |
| 4.  | 7 de enero de 2024    | Brisbane     | Dura          | Jean-Julien Rojer | Kevin Krawietz Tim Puetz       | 7-6(3), 5-7, [12-10] |
| 5.  | 1 de octubre de 2024  | Tokio        | Dura          | Julian Cash       | Ariel Behar Robert Galloway    | 6-4, 4-6, [12-10]    |
| 6.  | 5 de enero de 2025    | Brisbane     | Dura          | Julian Cash       | Jiří Lehečka Jakub Mensik      | 6-3, 6-7(2), [10-6]  |
| 7.  | 22 de febrero de 2025 | Doha         | Dura          | Julian Cash       | Joe Salisbury Neal Skupski     | 6-3, 6-2             |
| 8.  | 22 de junio de 2025   | Queen's Club | Hierba        | Julian Cash       | Nikola Mektić Michael Venus    | 6-3, 6-7(5), [10-6]  |
| 9.  | 27 de junio de 2025   | Eastbourne   | Hierba        | Julian Cash       | Ariel Behar Joran Vliegen      | 6-4, 7-6(5)          |
| 10. | 12 de julio de 2025   | Wimbledon    | Hierba        | Julian Cash       | Rinky Hijikata David Pel       | 6-2, 7-6(3)          |
| 11. | 7 de agosto de 2025   | Toronto      | Dura          | Julian Cash       | Joe Salisbury Neal Skupski     | 6-3, 6-7(5), [13-11] |

#### Finalista (13)
| N.º | Fecha                    | Torneo           | Superficie    | Pareja            | Oponentes en la final               | Resultado            |
| --- | ------------------------ | ---------------- | ------------- | ----------------- | ----------------------------------- | -------------------- |
| 1.  | 6 de febrero de 2022     | Montpellier      | Dura (i)      | Harri Heliövaara  | Pierre-Hugues Herbert Nicolas Mahut | 6-4, 6-7(3), [10-12] |
| 2.  | 13 de febrero de 2022    | Dallas           | Dura (i)      | Harri Heliövaara  | Marcelo Arévalo Jean-Julien Rojer   | 6-7(4), 4-6          |
| 3.  | 19 de junio de 2022      | Queen's Club     | Hierba        | Harri Heliövaara  | Nikola Mektić Mate Pavić            | 6-3, 6-7(3), [6-10]  |
| 4.  | 30 de julio de 2022      | Umag             | Tierra batida | Harri Heliövaara  | Simone Bolelli Fabio Fognini        | 7-5, 6-7(6), [7-10]  |
| 5.  | 25 de septiembre de 2022 | Metz             | Dura (i)      | Harri Heliövaara  | Hugo Nys Jan Zieliński              | 6-7(5), 4-6          |
| 6.  | 23 de octubre de 2022    | Estocolmo        | Dura (i)      | Harri Heliövaara  | Marcelo Arévalo Jean-Julien Rojer   | 3-6, 3-6             |
| 7.  | 4 de marzo de 2023       | Dubái            | Dura          | Harri Heliövaara  | Maxime Cressy Fabrice Martin        | 6-7(2), 4-6          |
| 8.  | 26 de agosto de 2023     | Winston-Salem    | Dura          | Neal Skupski      | Nathaniel Lammons Jackson Withrow   | 3-6, 4-6             |
| 9.  | 25 de mayo de 2024       | Ginebra          | Tierra batida | Jean-Julien Rojer | Marcelo Arévalo Mate Pavić          | 6-7(2), 5-7          |
| 10. | 3 de noviembre de 2024   | París            | Dura (i)      | Adam Pavlásek     | Wesley Koolhof Nikola Mektić        | 6-3, 3-6, [5-10]     |
| 11. | 29 de marzo de 2025      | Miami            | Dura          | Julian Cash       | Marcelo Arévalo Mate Pavić          | 6-7(3), 3-6          |
| 12. | 13 de abril de 2025      | Montecarlo       | Tierra batida | Julian Cash       | Romain Arneodo Manuel Guinard       | 6-1, 6-7(8), [8-10]  |
| 13. | 14 de junio de 2025      | 's-Hertogenbosch | Hierba        | Julian Cash       | Matthew Ebden Jordan Thompson       | 4-6, 6-3, [7-10]     |